# ビレンドラナガル
ビレンドラナガル(ネパール語: वीरेन्द्रनगर)は、ネパール北西部のカルナリ州の州都。
スルケート郡に属する。
2021年6月22日の人口は15万4886人。
面積は245km2、人口密度は632人/km2。 

## 概要
ネパール王国の第10代君主、ビレンドラ・ビール・ビクラム・シャハに因む。

## 交通

### 空港
- スルケート空港（英語版）